# هوشنگ ابتهاج
امیر هوشنگ ابتهاج (۶ اسفندِ ۱۳۰۶ – ۱۹ مردادِ ۱۴۰۱)، متخلّص به ه‍. ا. سایه، شاعر و پژوهشگرِ ایرانی بود. او نخستین کتابش به نام نخستین نغمه‌ها را در سال ۱۳۲۵ منتشر کرد. از آثار دیگر او می‌توان به تصنیف «سپیده» و غزل‌های «در کوچه‌سار شب»، «حصار» و «ارغوان» اشاره کرد. او در رادیو از ۱۳۵۰ تا ۱۳۵۶ سرپرست برنامهٔ گل‌ها و نیز پایه‌گذار برنامهٔ موسیقایی گلچین هفته بود.

## زندگی
امیر هوشنگ ابتهاج یکشنبه ۶ اسفندِ ۱۳۰۶ در رشت در خانواده‌ای بهایی زاده شد. پدرش آقاخان ابتهاج از پزشکان رشت و مدتی رئیس بیمارستان پورسینای این شهر بود و مادرش فاطمه رفعت نام داشت. پدربزرگ او «ابراهیم ابتهاج الملک» گرکانیو مادربزرگش اهل رشت بود.
در زمانِ تسلّطِ جنگلی‌ها پدربزرگش را یک اسلام‌گرای تندرو به تحریکِ ملّایانِ قشریِ حامیِ روس با داس کشت.
برادرانِ ابتهاج، یعنی غلامحسین ابتهاج، ابوالحسن ابتهاج و احمدعلی ابتهاج، اعمامِ امیرهوشنگ بودند.
هوشنگ ابتهاج دورهٔ تحصیلات دبستان را در رشت و دبیرستان را در تهران گذراند و در همین دوران اولین دفتر شعر خود را با نام نخستین نغمه‌ها منتشر کرد.
ابتهاج در جوانی دلباخته دختری ارمنی به نام گالیا شد که در رشت ساکن بود و این عشق دوران جوانی دست‌مایه اشعار عاشقانه‌ای شد که در آن ایام سرود. بعدها که ایران غرق خون‌ریزی و جنگ و بحران شد ابتهاج شعری به نام (دیرست گالیا…) با اشاره به همان روابط عاشقانه‌اش در گیر و دار مسائل سیاسی سرود.
سایه در سال ۱۳۴۶ بر آرامگاه حافظ در جشن هنر شیراز شعرخوانی کرد که باستانی پاریزی در سفرنامهٔ معروف خود (از پاریز تا پاریس) استقبال شرکت‌کنندگان و هیجان آن‌ها پس از شنیدن اشعار سایه را شرح می‌دهد و می‌نویسد که تا پیش از آن هرگز باور نمی‌کرده است که مردم از شنیدن یک شعر نو تا این حد هیجان‌زده شوند.

برخی از بنیان‌گذاران انجمن ادبی شمع سوخته. از راست به چپ: هوشنگ ابتهاج، سیاوش کسرایی، نیما یوشیج، احمد شاملو و مرتضی کیوان

تعدادی از غزل‌ها، تصنیف‌ها و اشعار نیمایی او را هنرمندانی نظیر محمدرضا شجریان، احمدظاهر، علیرضا افتخاری، شهرام ناظری، حسین قوامی و محمد اصفهانی اجرا کرده‌اند. تصنیف خاطره‌انگیز تو ای پری کجایی و تصنیف سپیده (ایران ای سرای امید) از اشعار سایه است.
سایه پس از واقعهٔ میدان ژاله (۱۷ شهریور ۱۳۵۷) به‌همراه محمدرضا لطفی، محمدرضا شجریان و حسین علیزاده به نشانهٔ اعتراض به حکومت پهلوی از رادیو استعفا داد.
ابتهاج مدتی به‌عنوان مدیرکل شرکت دولتی سیمان تهران به کار اشتغال داشت.
وی در سال ۱۳۶۶ همراه خانواده خود به آلمان مهاجرت کرد و تا پایان عمر به ایران سفر می‌کرد. او در ۱۳۳۲ با همسرش، شاعر آلما مایکیال (۲۲ فروردین ۱۳۱۱ – ۱۸ اسفند ۱۴۰۰) که ارمنی‌تبار بود، آشنا شد و با او زندگی می‌کرد. آن‌ها در ۱۳۳۷ با یکدیگر ازدواج کردند. او از این ازدواج چهار فرزند به دنیا آورد: یلدا (زاده ۱۳۳۸)، کیوان (زاده ۱۳۳۹)، آسیا (زاده ۱۳۴۰) و کاوه (زاده ۱۳۴۱).

خانه شخصی سایه که خود آن را ساخته (به اشتباه می‌گویند سازمانی بوده است) در سال ۱۳۸۷ با نام خانهٔ ارغوان به ثبت سازمان میراث فرهنگی رسیده است. دلیل این نام‌گذاری وجود درخت ارغوان معروفی در حیاط این خانه است که سایه شعر ارغوان خود را برای آن درخت گفته است.

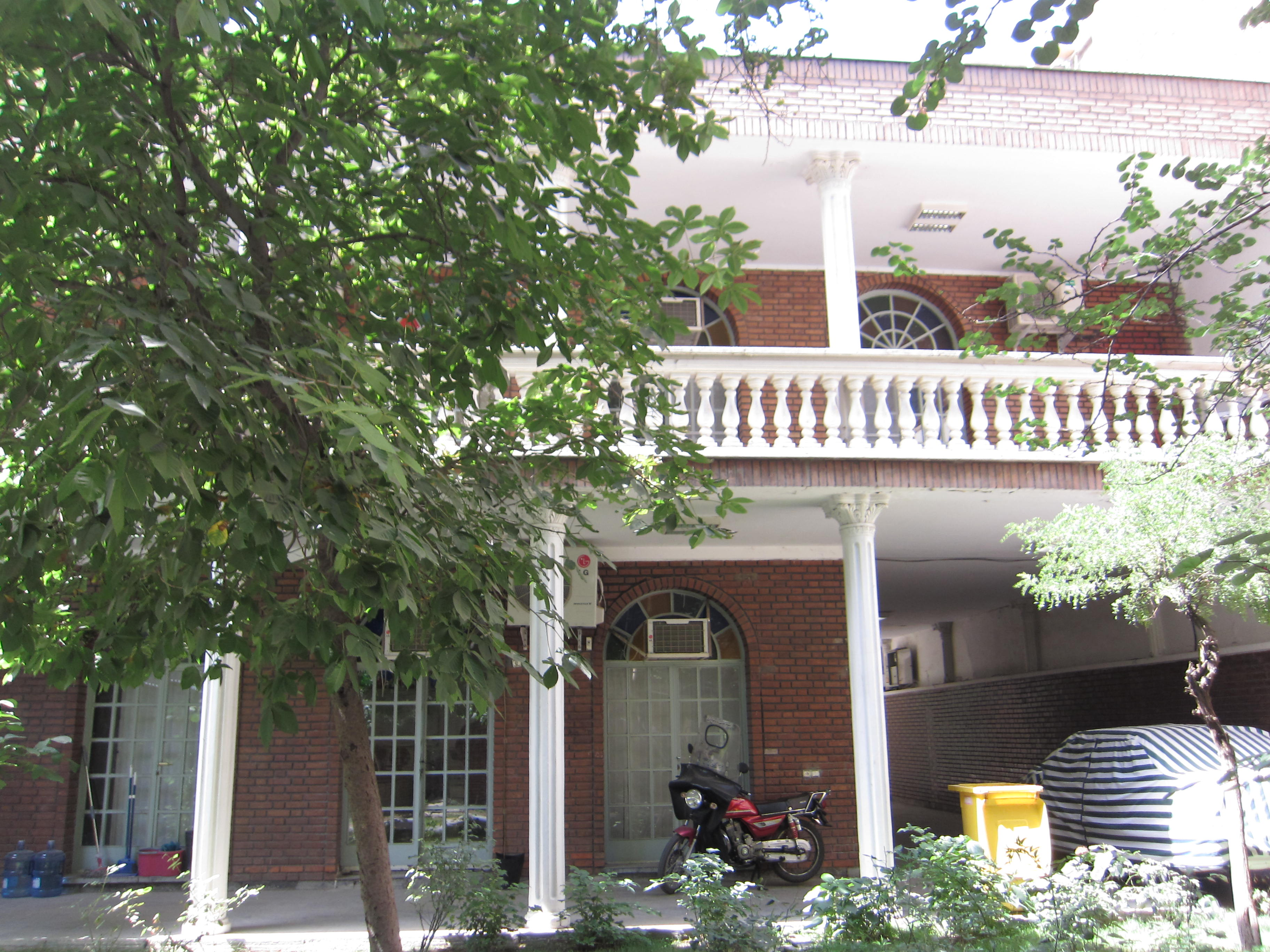
خانه ابتهاج (ارغوان) در میدان فردوسی تهران

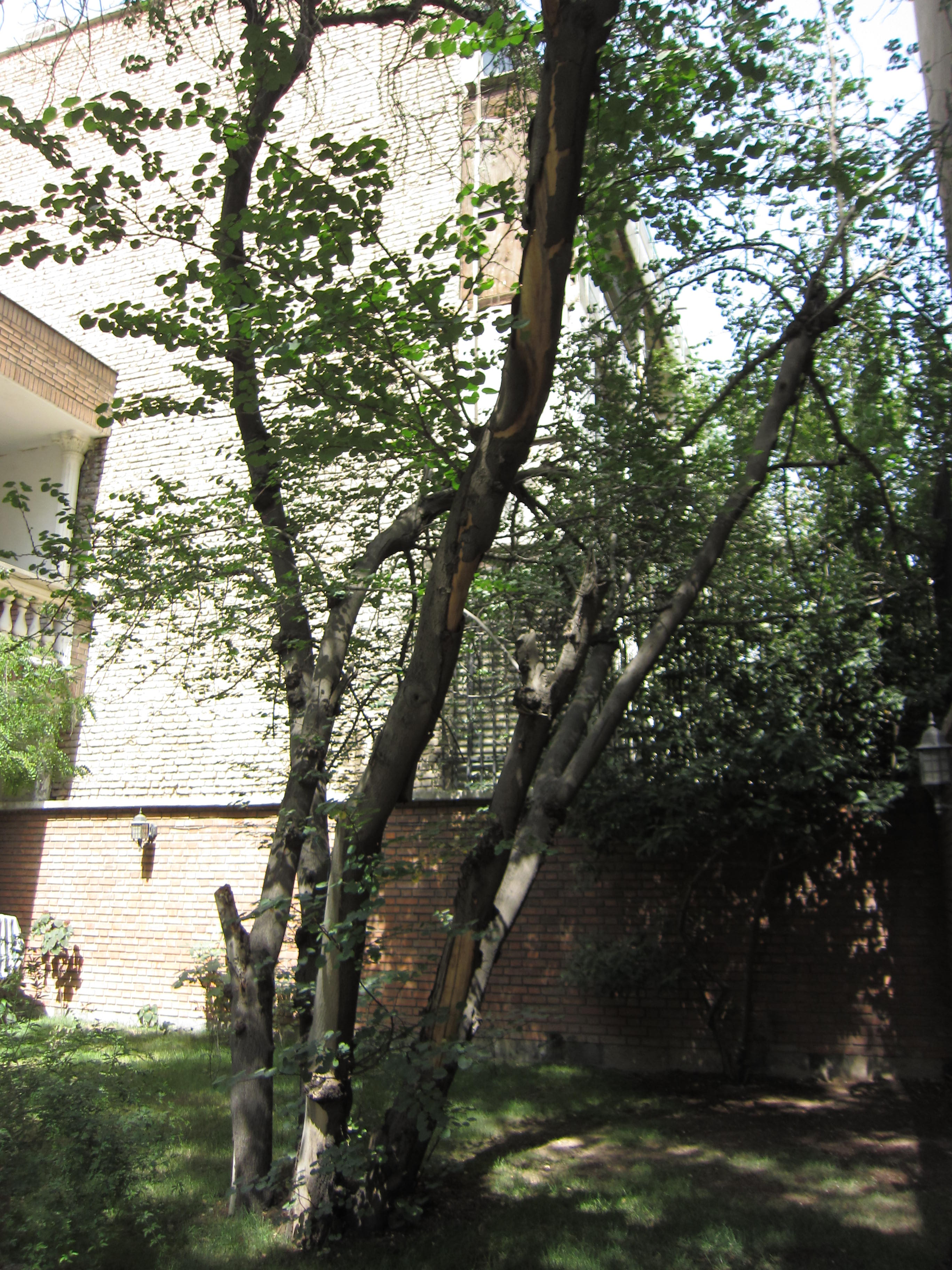
درخت ارغوان

از مهم‌ترین آثار هوشنگ ابتهاج تصحیح او از غزل‌های حافظ است که با عنوان حافظ به سعی سایه نخستین‌بار در ۱۳۷۲ نشر کارنامه به چاپ رساند و بار دیگر با تجدیدنظر و تصحیحات تازه منتشر شد. سایه سال‌های زیادی را صرف پژوهش ادبی و حافظ‌شناسی کرده که این کتاب حاصل تمام آن زحمت‌هاست که سایه در مقدمه آن را به همسرش پیشکش کرده است.
در ۱۰ مهر ۱۳۹۵ بیست و سومین جایزهٔ ادبی و تاریخی محمود افشار یزدی در باغ موقوفات افشار به انتخاب اعضای هیئت گزینش جایزهٔ این بنیاد به هوشنگ ابتهاج اهدا شد.
در ۱۲ مهر ۱۳۹۷ در مراسم پایانی ششمین جشنواره بین‌المللی هنر برای صلح، نشان عالی «هنر برای صلح» به هوشنگ ابتهاج و ۳ هنرمند دیگر اهدا شد.

## درگذشت

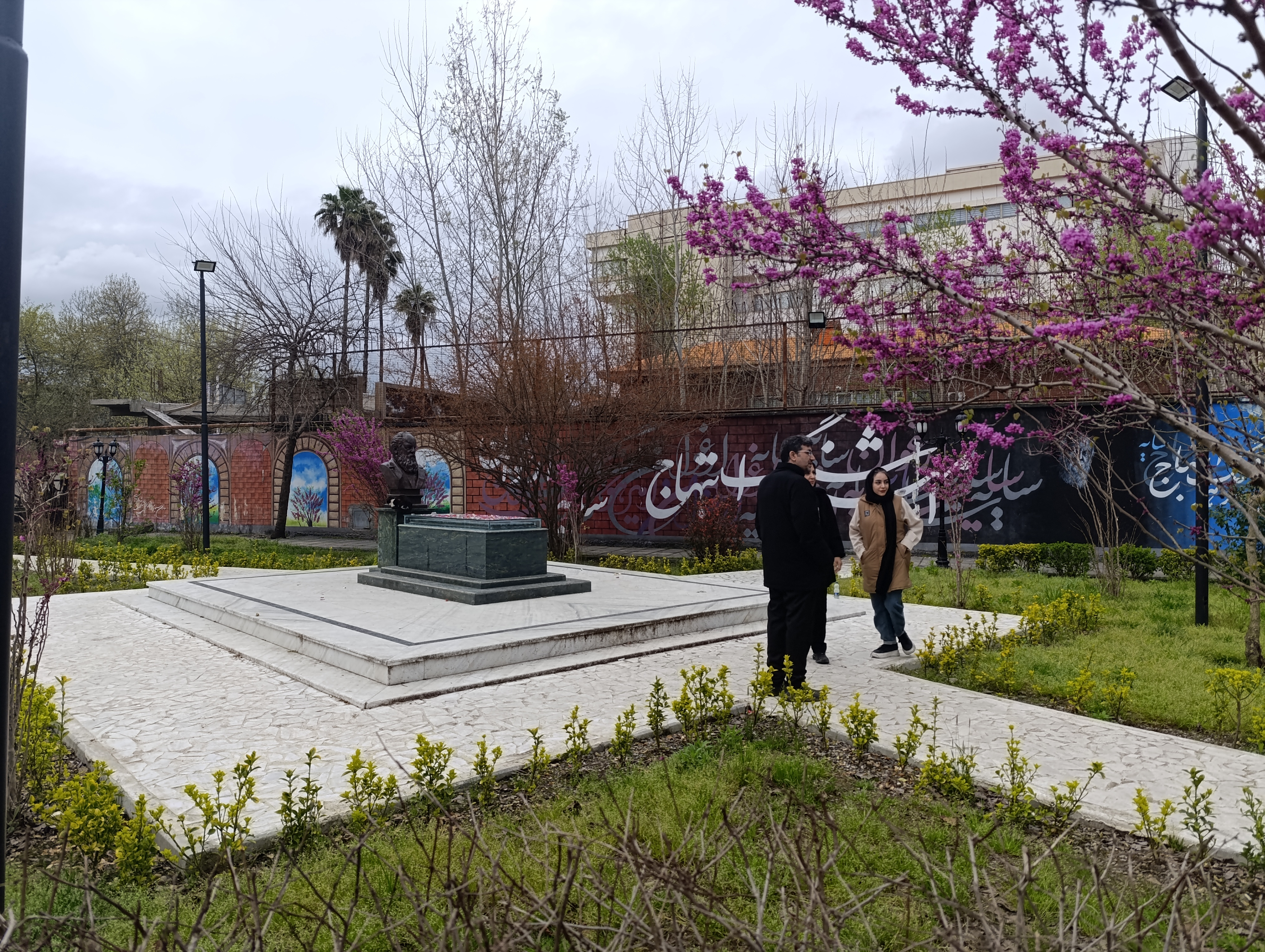
آرامگاه هوشنگ ابتهاج در باغ محتشمِ رشت

هوشنگ ابتهاج در ۱۹ مرداد ۱۴۰۱ در سن ۹۴ سالگی در شهر کلن آلمان به علت نارسایی کلیه و کهولت سن درگذشت. پیکر او صبح شنبه ۵ شهریور ۱۴۰۱ در باغ محتشم رشت به خاک سپرده شد.
به گفتهٔ خودش او هرچه‌قدر که به زندگی عشق می‌ورزید، به مرگ فکر نمی‌کرد.
وقتی مسعود بهنود از او پرسید که رابطه‌اش با مرگ چطور است، پاسخ داد: «شما هیچ‌وقت با مرگ روبه‌رو نمی‌شوید. تا زنده‌اید، زنده‌اید. اصلاً مرگ وجود ندارد. موقع مرگ زنده نیستید. اصلاً نمی‌دانید یعنی چه. از چه می‌ترسید؟ چیزی که هرگز نمی‌تواند اتفاق بیفتد. تا وقتی شما هستید اتفاق نمی‌افتد. موقعی اتفاق می‌افتد که شما نیستید.»

## فرهنگ و سیاست

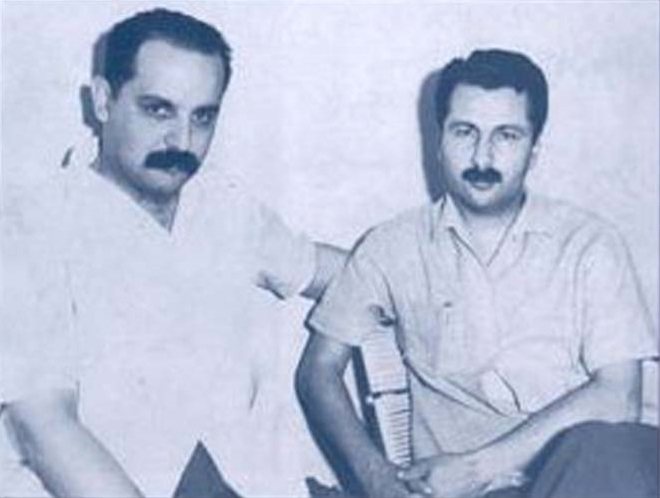
با سیاوش کسرایی

### جهان‌بینی
ابتهاج با اینکه در خانواده‌ای مرفه و سرشناس متولد شد بعدها همفکر توده‌ای‌ها شد. هرچند هرگز به عضویت آن درنیامد. با این حال برخی از منتقدان گرایش ابتهاج به سوسیالیسم و حزب توده را باعث تقویت جنبهٔ شاعری او می‌دانند. با این وجود، در سال‌های بعد اشعاری با درون‌مایه‌های عرفانی، اخلاقی و مناجات با خدا سرود که عده‌ای آن‌ها را از نظر پرداخت زبانی به اشعار حافظ نزدیک می‌دانند.

### حزب تودهٔ ایران
ابتهاج در گفتگو با مجلهٔ مهرنامه در مهر ۱۳۹۲ دربارهٔ روابطش با حزب توده گفته است: 
«عضو حزب توده نبودم؛ اما همیشه سوسیالیست بودم و به توده‌ای‌ها احترام می‌گذاشتم و رفیق آن‌ها بودم و با آن‌ها هم‌عقیده بودم.»

و در جای دیگر نیز گفته است: 
«من به سلامت تئوریک سوسیالیسم باور دارم؛ هنوز باور دارم که هیچ راهی جز سوسیالیسم پیش پای بشر نیست.»

### اخراج از کانون نویسندگان ایران
در سال ۱۳۵۸ خورشیدی، هیئت دبیران کانون نویسندگان ایران که عبارت بودند از باقر پرهام، احمد شاملو، محسن یلفانی، غلامحسین ساعدی و اسماعیل خوئی تصمیم به تعلیق هوشنگ ابتهاج، به‌آذین، سیاوش کسرائی، فریدون تنکابنی و برومند به علّت نقض مرام‌نامه و اساس‌نامهٔ کانون گرفتند. این تصمیم درنهایت به تأیید مجمع عمومی کانون نویسندگان ایران که به‌صورت فوق‌العاده برگزار شد، رسید و منجر به اخراج کل عناصر توده‌ای به همراه این پنج تن، از کانون نویسندگان ایران شد.

### زندان
پس از آغاز برخورد دستگاه امنیتی و قضایی جمهوری اسلامی با سران حزب توده، امیر هوشنگ ابتهاج نیز در اردیبهشت ۱۳۶۲ دستگیر و زندانی شد. او نزدیک به یک سال در زندان بود. او تأیید می‌کند که در برخورد با دادستان وقت انقلاب، شهادت نورالدین کیانوری دربارهٔ عضویت ابتهاج در این حزب را رد کرد.

### آزادی از زندان
هوشنگ ابتهاج سال ۱۳۹۱ در ۸۵ سالگی خاطرات خود را در گفتگو با میلاد عظیمی در کتاب پیر پرنیان‌اندیش عنوان کرد. در این کتاب هوشنگ ابتهاج عقاید و نظرات خود را دربارهٔ بسیاری از چهره‌های نامدار موسیقی، شعر و سیاست در زمان خود بیان کرد. او در این کتاب تأیید می‌کند که آزادی‌اش از زندان در سال ۱۳۶۳ پس از نامه محمدحسین شهریار به سیدعلی خامنه‌ای، رئیس‌جمهور وقت، و بیان این نکته که «وقتی سایه را زندانی کردند، فرشته‌ها بر عرش الهی گریه می‌کنند» صورت گرفته است. ابتهاج یک سال پس از زندان آزاد می‌شود.

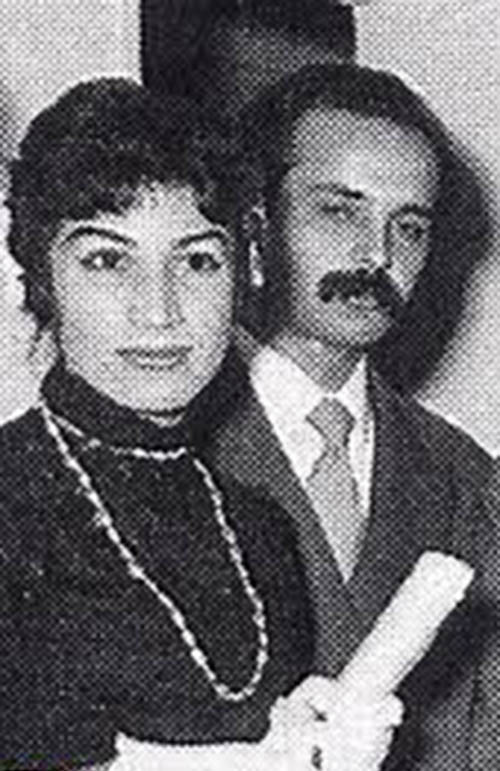
هوشنگ ابتهاج و فروغ فرخزاد

## ویژگی شعر
غلامحسین یوسفی دربارهٔ شعر سایه می‌گوید: «در غزل فارسی معاصر، شعرهای سایه در شمار آثار خوب و خواندنی است. مضامین گیرا و دلکش، تشبیه، استعاره‌ها و صور خیال بدیع، زبان روان، موزون، خوش‌ترکیب و هماهنگ با غزل، از ویژگی‌های شعر اوست. همچنین رنگ اجتماعی ظریف آن یادآور شیوهٔ دل‌پذیر حافظ است. از جمله غزل‌های برجسته می‌توان به این موارد اشاره نمود: دوزخ روح، شبیخون، خون‌بها، گریهٔ لیلی، چشمی کنار پنجرهٔ انتظار و نقش دیگر.»
اشعار نو او نیز درون‌مایه‌ای تازه و ابتکاری دارد و چون فصاحت زبان و قوت بیان سایه با این درون‌مایهٔ ابتکاری همگام شده، نتیجهٔ مطلوبی به‌بار آورده است. خود او معتقد است برای او اصل عاطفهٔ شعر است.
در شعر پس از نیما در حوزهٔ غزل تقسیماتی را با توجه به شاعرانی که در آن زمان حضور داشته‌اند، انجام داده‌اند که در این بین نام‌هایی چون هوشنگ ابتهاج، منوچهر نیستانی، حسین منزوی، محمدعلی بهمنی و سیمین بهبهانی به چشم می‌خورد.
عبدالعلی دستغیب در نقدی سایه را در حلقهٔ دوم شاعران نیمایی؛ آنهایی که پیش از پیوستن به نیما شعرهایی در سبک و قالب سنتی می‌نوشتند، کنار احمد شاملو، اخوان ثالث و سیروس نیرو قرار داده که حلقهٔ اول را شامل توللی، شمس لنگرودی، منوچهر شیبانی، اسماعیل شاهرودی و دیگران می‌داند و حلقهٔ سوم که شامل سهراب سپهری و منوچهر آتشی و دیگران بوده است. او می‌گوید:
«پس از شهریور سال ۱۳۲۰ این دو گروه به علاوهٔ گروه سوم به نیما پیوستند. این اتصال البته آن‌قدرها هم اتفاق بزرگی را رقم نزد؛ یعنی برخی از این شاعران در این مدت یک‌سری نوآوری‌هایی انجام دادند اما انگار پیشنهادهای نیما را درست درک نکرده بودند؛ چون ما دیدیم که دوباره برگشتند. سایه از نیما زیاد تأثیر گرفت، شعرهای نیمایی جالبی را نوشت که هنوز هم بعضاً در خاطره‌ها مانده است اما این اتفاق چندان دوام نیافت. ایشان یک غزل‌سرا هستند اما امتیازش به نظر من این است که توانسته غزل‌هایی را با حال و هوای جدید خلق کند. در واقع غزل کلاسیک و سنتی را نفسی تازه بخشیده است. از این بابت یک غزل‌سرای نئوکلاسیک به‌شمار می‌رود.»

### حافظ
جایگاه غزل‌های هوشنگ ابتهاج در شعر معاصر ایران را با اشعار حافظ مقایسه می‌کنند. او در زندگی خود شعر نیمایی و نو قدمایی و غزل سرود. هوشنگ ابتهاج تاثیرگیری از حافظ و علاقه به او را کتاب حافظ به سعی سایه نشان داده است. او دیوان اشعار حافظ را تصحیح کرد و تلاش کرد بیانی نو ارائه کند.

## کارها
سایه هم در آغاز همچون شهریار، چندی کوشید تا به راه نیما برود اما نگرش مدرن و اجتماعی شعر نیما به ویژه پس از سرایش ققنوس، با طبع او که اساساً شاعری غزل‌سرا بود، همخوانی نداشت. پس راه خود را که همان سرودن غزل بود، دنبال کرد.
سایه در سال ۱۳۲۵ مجموعهٔ «نخستین نغمه‌ها» را که شامل اشعاری به شیوهٔ کهن است، منتشر کرد. در این دوره هنوز با نیما یوشیج آشنا نشده بود. «سراب» نخستین مجموعهٔ او به اسلوب جدید است اما قالب همان چهارپاره با مضمونی از نوع غزل و بیان احساسات و عواطف فردی، عواطفی واقعی و طبیعی است. مجموعهٔ «سیاه مشق» با آنکه پس از «سراب» منتشر شد شعرهای سال‌های ۲۵ تا ۲۹ شاعر را دربرمی‌گیرد. در این مجموعه، سایه تعدادی از غزل‌های خود را چاپ کرد و توانایی خویش را در سرودن غزل نشان داد تا آن‌جا که می‌توان گفت تعدادی از غزل‌های او از بهترین غزل‌های این دوران به‌شمار می‌رود.
سایه در مجموعه‌های بعدی اشعار عاشقانه را رها کرد و با کتاب شبگیر خود که حاصل سال‌های پُرتب‌وتاب پیش از سال ۱۳۳۲ است، به شعر اجتماعی روی آورد. مجموعهٔ «چند برگ از یلدا» راه روشن و تازه‌ای در شعر معاصر گشود. از نمونه کارهای وی می‌توان به آلبوم دستگاه چهارگاه و نغمهٔ افشاری اشاره کرد که در سال ۱۳۵۵ کانون فکری کودکان و نوجوانان چاپ و منتشر نمود. در این آلبوم نوازندگان برجسته به شکل تک‌نوازی و گروه‌نوازی در گوشه‌های دستگاه‌ها و آوازهای ایرانی برای آموزش به نوجوانان علاقه‌مند اجرا کردند. این مجموعه با کمک کامبیز روشن‌روان پدید آمد.
سایه پس از درگذشت احسان طبری در بهار ۱۳۶۸ مثنوی «قصه خون دل» را به یاد و در رثای او سرود. ترانهٔ «در این سرای بی‌کسی» از سروده‌های هوشنگ ابتهاج است.
در مهر ۱۳۹۵ بیست و سومین جایزه بنیاد موقوفات افشار که در این بنیاد برگزار شد، به هوشنگ ابتهاج اهدا شد. در این جلسه علاوه بر سیدمصطفی محقق داماد و غلامعلی حداد عادل شخصیت‌های برجستهٔ فرهنگی چون محمدرضا شفیعی کدکنی، حسن انوری، فتح‌الله مجتبایی، علی‌اکبر صالحی، سیدرضا صالحی امیری، احمد مسجدجامعی، عبدالحسین مختاباد و ژاله آموزگار حضور داشتند.

## موسیقی
او از کودکی به موسیقی و شعر علاقه داشت. گفته خودش حافظه خوبی داشت و آوازهایی را که از رادیو می‌شنید به راحتی به یاد می‌سپرد و آنها را می‌نوشت و با اشعار شاعران کلاسیک ایرانی مقایسه می‌کرد. او گفته بود «موسیقی اگر نگویم قبل از شعر بود ولی باعث شناختن شعر شد. او در سال ۱۳۹۷ به بی‌بی‌سی فارسی گفت: «یکی از افسوس‌های من -هنوز هم در این آخر عمر- غصه‌ام این است که ای کاش به جای شعر، یک اتفاقی می‌افتاد و من دنبال موسیقی می‌رفتم».
ابتهاج از سال ۱۳۵۰ تا ۱۳۵۶ پس از کناره‌گیری داوود پیرنیا سرپرست برنامهٔ گل‌ها در رادیوی ایران و پایه‌گذار برنامه موسیقایی گلچین هفته بود. مدیریت او در برنامه گل‌های جدید فصل مهمی از موسیقی سنتی و کلاسیک ایران را در دهه ۱۳۵۰ رقم زد.
او با اهل موسیقی ارتباط نزدیکی داشت. از جمله با محمدرضا لطفی در سال‌های پیش از انقلاب همکاری نزدیکی داشت. محمدرضا لطفی با پشتیبانی او توانست کانون فرهنگی و هنری چاووش را تأسیس کند. بسیاری از خوانندگان سرشناس ایرانی، سروده‌های ابتهاج را خوانده‌اند.
همچنین گزینش نام همایون شجریان به پیشنهاد ایشان به استاد محمدرضا شجریان صورت گرفته است، که شرح آن در قسمتی از گفتگوی با عادل فردوسی پور نقل شده است.

## گفتگوها
«در طول چهل و اندی سال دوستی از نزدیک و خوشبختانه بسیار نزدیک، هرگز ندیدم که او هنرمند راستینی، از مردم زمانه ما را به چشم انکار نگریسته باشد. در میان صدها دلیلی که به عظمت او می‌توان اقامه کرد، همین یک دلیل بس که او بر چکاد بلندی ایستاده که نیازی به انکار دیگران ندارد و این موهبتی است الهی. متجاوز از نیم قرن است که نسل‌های پی در پی عاشقان شعر فارسی حافظه‌های‌شان را از شعر سایه سرشار کردند. امروز اگر آماری از حافظه‌های فرهیخته شعردوست در سراسر قلمرو زبان فارسی گرفته شود، شعر هیچ‌یک از معاصران زنده نمی‌تواند با شعر سایه رقابت کند.»

محمدرضا شفیعی کدکنی در بزرگداشت ابتهاج، 

### نشریهٔ مهرنامه
ابتهاج مهر ۱۳۹۲ در گفت‌وگویی با محمد قوچانی، مهدی یزدانی‌خرم و علیرضا غلامی که در مجلهٔ مهرنامه منتشر شد گفته بود: «من به سلامت تئوریک سوسیالیسم باور دارم. هنوز باور دارم که هیچ راهی جز سوسیالیسم پیش پای بشر نیست. کمونیسم هم یک آرمان دور است. تا به‌قول معروف یک انسان تراز نوین ساخته نشود که هرکس به اندازهٔ کارش بخواهد و بهره‌مند شود، کمونیسم قابل تحقق نیست.»
مهرنامه این مصاحبه را نخستین گفت‌وگوی مطبوعاتی هوشنگ ابتهاج با یک نشریه دانست.
او در این گفتگو دربارهٔ احمد شاملو گفته است: «وقتی شاملو مُرد من در مراسمش گریه کردم. یکی از دوستان به من گفت سایه گریه می‌کنی؟ فکر می‌کرد من نباید برای شاملو گریه کنم! گفتم این چه حرفی است؟ من برای کدام یک از رفقایم مرثیه ساخته‌ام؟ مهدی اخوان، شاملو، کسرایی، شهریار؟ درد نبودن این‌ها چنان برای من عظیم است که اصلاً کلمه پیدا نمی‌کنم.»

### مسعود بهنود
مسعود بهنود در گفتگویی از او پرسید که آیا از زندگی راضی است؟ ابتهاج فوری جواب می‌دهد: «فوق‌العاده» و ادامه می‌دهد: «من این شانس را داشتم که سمفونی نهم بتهوون را گوش کنم… این میز می‌تواند بگوید من سمفونی نهم را شنیده‌ام؟ یا بگوید آواز ابوعطای شجریان را شنیده‌ام؟... آن آواز باورنکردنی است… کجا می‌توانستم این‌ها را بشنوم جز در زندگی؟»

## خاطرات

#### آشنایی با دیگر شاعران
ابتهاج می‌گوید نخستین‌بار با احمد شاملو در رشت و کمی پس از سال ۱۳۲۶ دیدار کرد. آن‌ها در این دیدار دربارهٔ نیما یوشیج صحبت کردند. او سیاوش کسرایی را مستقل می‌شناخت.
او می‌گوید، یک روز پس از انتشار کتاب سراب در سال ۱۳۳۰ در کافه فردوسی نشسته بود که مرتضی کیوان سر میزش می‌آید و نکاتی را می‌گوید که نشان می‌داد در همان روز نخست، کتاب را با دقّت خوانده بود. به این ترتیب، دوستی میان آن‌ها آغاز می‌شود. ابتهاج پس از اعدام مرتضی کیوان شعری در وصف او سرود: «کیوان ستاره شد/ تا بر فراز این شب غمناک/ امید روشنی را با ما نگاه دارد… کیوان ستاره بود/ با نور زندگی کرد/ با نور درگذشت.»
این چهار نفر در سال ۱۳۳۰ به دیدار نیما یوشیج می‌روند و ارتباط بین آن‌ها شکل می‌گیرد. او در توصیف نیما یوشیج گفته بود: «آدم عجیب و غریبی بود. به هیچ شاعر دیگری شباهت نداشت و کارهایش برای ما کاملاً تازگی داشت.»

#### بیلیارد، تفریح جوانی ابتهاج
سایه دربارهٔ تفریحات دوران جوانی خود می‌گوید: «اساساً چند چیز بود که من هر مصیبتی رو با اون‌ها می‌تونستم تحمل و فراموش کنم: یکی پیش شهریار می‌رفتم و یکی بیلیارد بازی می‌کردم. گاهی روزی چهارده ساعت بیلیارد بازی می‌کردم. توی بازی بیلیارد می‌تونستم مرگ مادرم رو فراموش کنم. هر ناکامی رو فراموش کنم. وقتی بیلیارد بازی می‌کردم انگار که مسخ شده بودم. انگار که ذهن و حافظهٔ من، از من گرفته شده بود. فقط بازی می‌کردم.»

#### پیشگویی زندگی آینده
سال‌ها پیش در بیان خاطره‌ای گفته بود هشت-نُه ساله بوده که یکی از هم‌کلاسی‌های او از هوشنگ ابتهاج و دو نفر دیگر می‌خواهد نام خودشان و نام مادر و نه پدرشان را روی یک برگ کاغذ بنویسند تا شباهنگام نزد پدر برد و آیندهٔ آنان را پیش‌گویی کند.
آن مرد گویا روحانی و اهل‌دل بوده و چند مورد را برای هر یک می‌نویسد. سایه می‌گوید: «چون از آن دو نفر بعدها جدا شدم نمی‌دانم آنچه دربارهٔ آنان گفته بود، تحقق یافت یا نه؛ امّا دربارهٔ من گفته یا نوشته بود که آیندهٔ تو با «سخن» گره می‌خورد و «خانوادهٔ پرجمعیت»ی تشکیل می‌دهی و «۹۴ سال» زندگی می‌کنی!
سایه می‌گوید: «وقتی دو مورد اوّل محقق شد و دیدم مرا با شعر و موسیقی می‌شناختند و دور و برم هم شلوغ است، وقتی ۴۹ ساله شدم به یاد سومی افتادم و ترسیدم! چون خیال می‌کردم ۹۴ که خیلی دور از دسترس است؛ چون زمان ما ۷۰ سال هم زیاد بود و احتمالاً نوشته یا گفته بوده ۴۹ ولی هم‌کلاسی ما به اشتباه به عکس نوشته ۹۴ و خیلی مراقب بودم اتّفاقی برای من نیفتد که یک‌وقت در ۴۹ سالگی از دست بروم!»
این خاطره را روزی در اتومبیل و در بازگشت از مطب پزشکی در میدان آرژانتین تهران برای شفیعی کدکنی نقل می‌کند و وی می‌گوید: «آن دو مورد که محقق شد (هم سخن، هم فرزند و خانواده) پس این سومی هم می‌شود و همان ۹۴ سال درست است.» سایه هم در پاسخ به او می‌گوید: «البته اگر نوع رانندگی شما پیش‌گویی را باطل نکند!»